# Istryjskie Zgromadzenie Demokratyczne
Istryjskie Zgromadzenie Demokratyczne (chorw. Istarski demokratski sabor, wł. Dieta Democratica Istriana, IDS-DDI) – chorwacka regionalna partia polityczna o profilu socjalliberalnym, działająca od 1990 i funkcjonująca na obszarze żupanii istryjskiej. Ugrupowanie należy do Partii Porozumienia Liberałów i Demokratów na rzecz Europy.

## Historia
Istryjskie Zgromadzenie Demokratyczne zostało założone 14 lutego 1990 w okresie przemian politycznych. Powstało jako partia przeciwna chorwackiemu nacjonalizmowi, propagująca ochronę tożsamości kulturowej i ekonomicznej Istrii. Od 1992 IDS regularnie bierze udział w wyborach parlamentarnych (samodzielnie bądź w koalicjach), każdorazowo uzyskując kilkuosobową reprezentację w Zgromadzeniu Chorwackim. W 2000 ugrupowanie współtworzyło blok wyborczy skupiony wokół Socjaldemokratycznej Partii Chorwacji. Uczestniczyło następnie w rządzie, na czele którego stał Ivica Račan, jednak koalicję opuściło już w 2001.
W 2009 partia po raz pierwszy wystawiła samodzielnego kandydata w wyborach prezydenckich. Damir Kajin w pierwszej turze uzyskał 3,87% głosów, zajmując 8. miejsce wśród 12 kandydatów z wynikiem 7,25%. W 2010 ugrupowanie weszło w skład sojuszu wyborczego, nazwanego później Koalicją Kukuriku. Koalicja ta zwyciężyła w wyborach w 2011.
IDS współtworzyło rząd Zorana Milanovicia. Przed kolejnymi wyborami w 2015 opuściło Koalicję Kukuriku. Wystawiło własną listę (z udziałem dwóch ugrupowań regionalnych), wprowadzając z niej do Zgromadzenia Chorwackiego kolejnej kadencji 3 posłów, tożsamy wynik uzyskując w przedterminowych wyborach w 2016. W 2020 ponownie startowało w ramach koalicji skupionej wokół socjaldemokratów. W 2024 ugrupowanie tworzyło różne koalicje w okręgach (głównie z Socjaldemokratami).

## Wyniki wyborcze
Wyniki do Zgromadzenia Chorwackiego:
- 1992: 6 mandatów
- 1995: 3 mandaty
- 2000: 4 mandaty
- 2003: 4 mandaty
- 2007: 3 mandaty
- 2011: 3 mandaty
- 2015: 3 mandaty
- 2016: 3 mandaty
- 2020: 3 mandaty[9][5]
- 2024: 2 mandaty[10]

## Przewodniczący
- 1990–1991: Ivan Pauletta
- 1991–2014: Ivan Jakovčić[2]
- 2014–2021: Boris Miletić
- od 2021: Dalibor Paus[11]